# Penelope Coelen
Penelope Anne Coelen (ur. 15 kwietnia 1940 w Durbanie) – południowoafrykańska modelka i aktorka, Miss World 1958. Tytuł zdobyła w wieku 18 lat. Posługuje się językami: angielskim i afrikaans. Z zawodu jest sekretarką.